# Lettere di condannati a morte della Resistenza europea
Lettere di condannati a morte della Resistenza europea è un'antologia di messaggi e lettere di addio scritte da giovani donne e uomini che furono perseguitati, torturati e giustiziati da fascisti, nazionalsocialisti e collaborazionisti durante la Seconda guerra mondiale. La prima edizione del libro, curata da Pietro Malvezzi e Giovanni Pirelli, con prefazione di Thomas Mann, venne pubblicata nel 1954 dall'editore Einaudi.

## Contenuto
Il libro raccoglie le lettere di 301 caduti, di cui 24 ignoti, selezionate dai curatori con il supporto di associazioni di ex-partigiani, organizzazioni politiche ed assistenziali, direttori di archivi e di biblioteche, esponenti della resistenza e cappellani di carcere. Per ogni condannato sono indicate le notizie principali della sua vita e le circostanze della sua morte. Le vittime, in genere, sono consapevoli che verranno uccise o ne hanno il presentimento, e lo esprimono manifestamente.   
Ogni gruppo di lettere, suddiviso per paese in cui i resistenti svolsero la loro attività, è preceduto da una cronologia dei fatti generali, politici e militari, da una nota che riferisce delle perdite umane per ciascun popolo e, infine, da una sintetica nota biografica per ogni condannato.  

## Edizioni
Nel 1964 è stata pubblicata, sempre da Einaudi, una seconda edizione a cura di Pietro Malvezzi e Giovanni Pirelli, accresciuta di ulteriori lettere e documenti. A seguire, sono state pubblicate nuove edizioni nel 1967, 1995 e 2017. Inoltre, nel 1955 e poi nel 1962, è stata pubblicata un’edizione in tedesco, intitolata Letze Briefe Zum Tode Verurteilter aus dem europäischen widerstand.

## Prefazione alla prima edizione

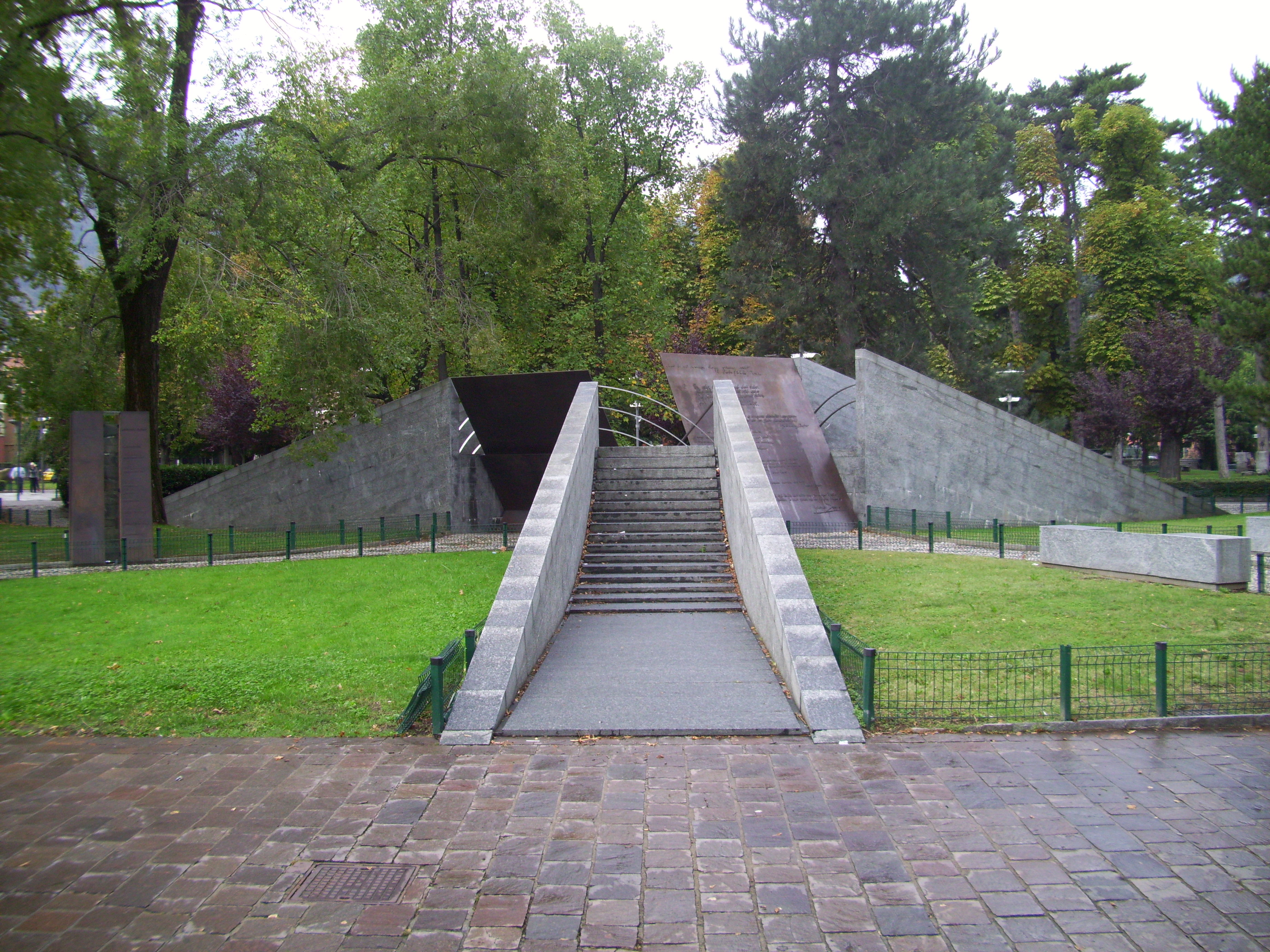
Monumento alla resistenza europea, Como.

Nella prefazione alla prima edizione, Thomas Mann, Premio Nobel per la letteratura nel 1929, nel ricordare la lotta a livello europeo contro il fascismo e contro ogni forma di distruzione, oppressione e dittatura, osserva che :
Viviamo in un mondo di perfida regressione, in cui un odio supertistizioso e avido di persecuzione si accoppia al terror panico; in un mondo alla cui insufficienza intellettuale e morale il destino ha affidato armi distruttive di raccapricciante violenza, accumulate con la folle minaccia - "se così dev'essere" - di trasformare la terra in un deserto avvolto da nebbie venefiche. L'abbassamento del livello intellettuale, la paralisi della cultura, la supina accettazione dei misfatti di una giustizia politicizzata, il gerarchismo, la cieca avidità di guadagno, la decadenza della lealtà e della fede, prodotti, o in ogni caso promossi da due guerre mondiali, sono una cattiva garanzia contro lo scoppio della terza, che significherebbe la fine della civiltà.»

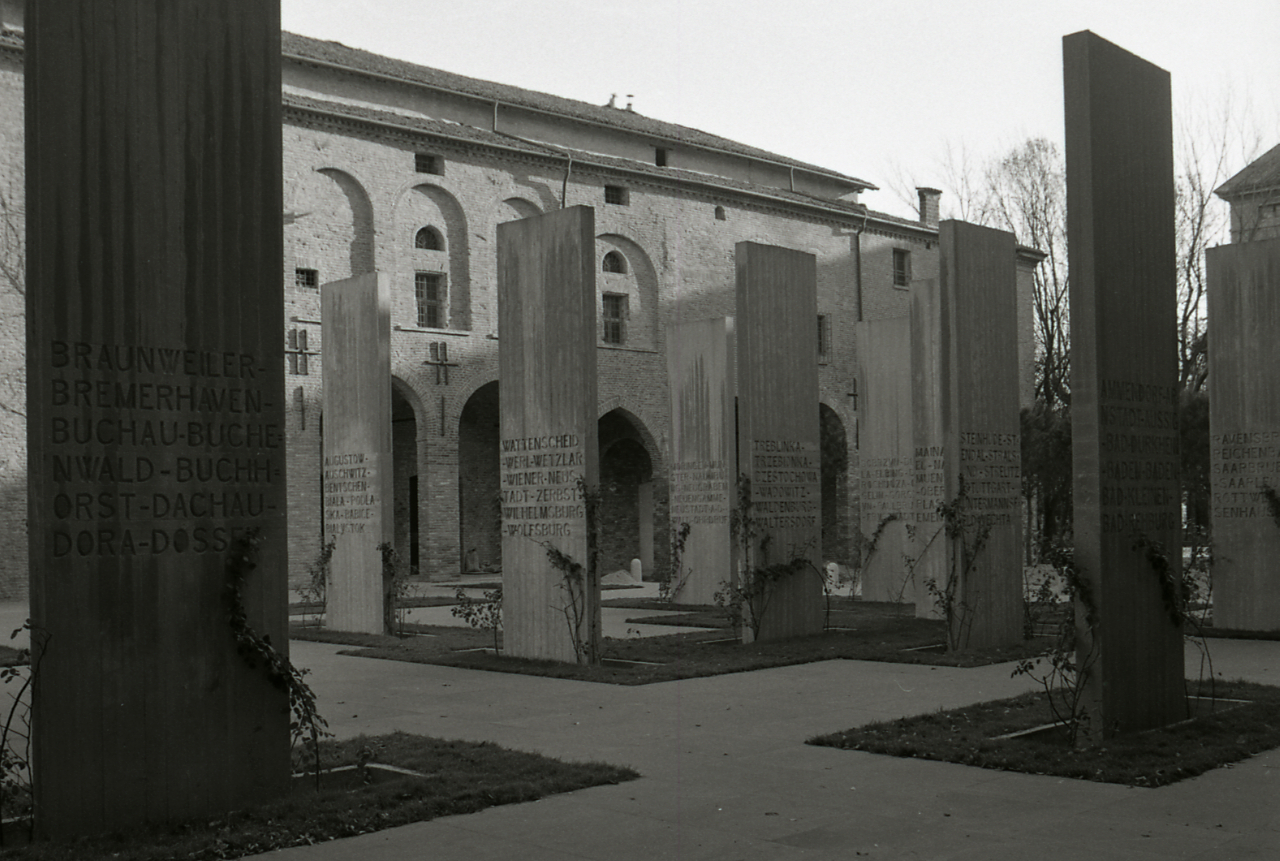
Museo al deportato. Carpi. Foto di Paolo Monti, 1973.

(Thomas Mann, Prefazione)

## Accoglienza
L'opera Il canto sospeso (1955) del compositore italiano Luigi Nono, basata su frammenti di lettere di condannati a morte della Resistenza europea ripresi dal libro, è ampiamente riconosciuta come uno dei più importanti capolavori musicali degli anni '50 del XX secolo.
Inoltre, cento frasi sono graffite sulle pareti delle Sale del Museo e Monumento al deportato a Carpi, mentre a Como compaiono brevi passaggi sui pannelli del Monumento alla resistenza europea.

## Le lettere
Le lettere sono le ultime testimonianze, riportate integralmente nella pubblicazione, scritte da uomini e donne appartenenti alla resistenza in Austria, Belgio, Bulgaria, Cecoslovacchia, Danimarca, Francia, Germania, Grecia, Italia, Jugoslavia, Lussemburgo, Norvegia, Olanda, Polonia, Ungheria e Unione Sovietica (sono stati esclusi dalle ricerche i Paesi non direttamente coinvolti nel conflitti, come la Spagna).
| Austria                | Belgio                | Bulgaria               | Cecoslovacchia            | Danimarca                       | Francia               |
| ---------------------- | --------------------- | ---------------------- | ------------------------- | ------------------------------- | --------------------- |
| Franz Mittendorfer     | Camille Mogenet       | Nikola Šopov           | Kurt Beer                 | Georg Goritz Moerk Christiansen | ignoti                |
| Rudolf Hlobil          | Ernest Omer           | Nikola Botušev         | František Jirásek         | Oluf Axelbo Kroer               | ignoto                |
| Margarete Jost         | Albert Lambert        | Avgust Dimčev          | Eduard Urx                | Lars Bager Svane                | Émile David           |
| Rudolf e Marie Fischer | Jules Gengler         | Cvjatko Kolev Radojnov | Jaroslav Dolák            | Benny Randau Mikkelsen          | Jules Vercruysse      |
| Franz Mager            | Oscar Reichling       | Anton Ivanov           | František Famfulík        | Emil Baslev Christian           | Maurice Gardette      |
| Hedy Urach             | Emmanuel de Neckere   | Anton Popov            | Miroslav PulKrábek        | Ulrik Hansen                    | Jean Grandel          |
| Franz Reingruber       | Pol Henry de la Lindi | Nikola Vapcarov        | Marie Kudeříková          | Aksel Jensen                    | Guy Môquet            |
| Emil König             | Joseph Peeters        | Beniamin Dubavicki     | Jaroslav Ondroušek        | Leif Dines Pedersen             | Felicien joly         |
| Walter Kämpf           | Louis Defour          | Lazar Pačov            | Julius Fučik              | Jorn Andersen                   | Gabriel Péri          |
| Oskar e Rudolf Klekner | Charles Appelman      | Petăr Kirjakov         | Bohuš Strnadel            | Peter Wessel Fyhn               | Corentin Cariou       |
| Albrecht Stanek        | Guy Jacques           | Ivan Hristov           | Josef Matušek             | Kim Malthe-Bruun                | Daniel Decourdemanche |
| Leopold Brtna          | Richard Alternhoff    | Tenčo Hubenov          | Stanislav Brunlik         | Iber Peder Lassen               | André Diez            |
|                        | Fernande Volral       | Mutafov Dimiter Kanev  | Bohumil Pokorný           |                                 | Pierre Rebière        |
|                        | Marguerite Bervoets   | Nikola Atanasov        | Oldřich Hornof            |                                 | Jean Arthus           |
|                        | Henri van der Elst    | Ivan Bankov Dobrrev    | Jan Černý                 |                                 | Jacques Baudryù       |
|                        |                       | Ivan Vladkov Cvetan    | Anna Mlejnková            |                                 | Pierre Grelot         |
|                        |                       | Spasov Iliev           | Ludmila Smělíková         |                                 | Lucien Legros         |
|                        |                       |                        | Josef Kohout              |                                 | Robert-Louise         |
|                        |                       |                        | Josef Formánek            |                                 | Henri Hamen           |
|                        |                       |                        | Antonie Elsnicová-Bejdová |                                 | Henri Fertet          |
|                        |                       |                        | František Famfulík        |                                 | Jean-Paul Grappin     |
|                        |                       |                        | Karel Morkes              |                                 | Henri Chuna Bajtsztok |
|                        |                       |                        | Josef Jílek               |                                 | Paul Camphin          |
|                        |                       |                        | Věra Honzíková            |                                 | Julien Ducos          |
|                        |                       |                        | Mařenka Hocková           |                                 | Misaak Manouchian     |
|                        |                       |                        | Eva Kavková               |                                 | Celestino Alfonso     |
|                        |                       |                        | Marie Hanfová             |                                 | Imre Bèkés-Glass      |
|                        |                       |                        |                           |                                 | Moszca Fingercwajg    |
|                        |                       |                        |                           |                                 | Spartaco Fontanot     |
|                        |                       |                        |                           |                                 | Roger Rouxel          |
|                        |                       |                        |                           |                                 | Georges Citerne       |
|                        |                       |                        |                           |                                 | Joseph Epstein        |
|                        |                       |                        |                           |                                 | Jean Camousse         |
|                        |                       |                        |                           |                                 | Etienne Cariou        |
|                        |                       |                        |                           |                                 | Huguette Prunier      |

| Germania                  | Grecia                               | Italia                       | Jugoslavia        | Lussemburgo    | Norvegia             |
| ------------------------- | ------------------------------------ | ---------------------------- | ----------------- | -------------- | -------------------- |
| Hanno Günther             | Konstantinos Vavourakis              | Ignoto (Antonio Fossati)     | Ignoto            | Adolphe Claude | Sigurd Johannesen    |
| Harro Scheìulze-Boysen    | Àngelos e Marinos Barkas             | Giancarlo Puecher Passavalli | Mihajilo Klajn    |                | Borgen Boe           |
| Alfred Schmidt-Sas        | Elefthèrios Kiossès                  | Guerrino Sbardella           | Ivanka Klaić      |                | Georg Helland        |
| Erika Von Brockdorf       | Georgios Kotoulas                    | Gianfranco Mattei            | Jože Kerenčič     |                | Martin Jacobsen      |
| Walter Husemann           | Antonios Liamàs e Vasilios Kouniaris | Aldo Sbriz                   | Anton Miklavc     |                | Carl Johan Aoftedahl |
| Walter Klingenbeck        | Illias Kanaris                       | Tommaso Masi                 | Tone Tomšič       |                | Olaf Andersen        |
| Cato Bontjes van Beek     | Spiros Giavellas                     | Sabato Martelli Castaldi     | Rade Končar       |                | Charles Jacobsen     |
| Hilde Coppi               | Dìmitra Tsatsou                      | Domenico Cane                | Voio Rajnatovié   |                | Carl Petter Johansen |
| Adam Kuckhoff             | Ioakìm Luolias                       | Franco Balbis                | Mira Cikota       |                | Karl Frithjof Schei  |
| Hermann Lange             | Andreas Likourinos                   | Quinto Bevilacqua            | Vinko Košak       |                | Arne-Turin Björge    |
| Joseph Hufnagel           | Georgios Giatrakos                   | Eusebio Giambone             | Aleksandra Ljubić |                | Arne laudal          |
| Johann Pierschke          | Konstantinos Orfandis                | Giuseppe Perotti             | Marijan Krajačić  |                | Torleif Tellefsen    |
| Paul Gesche               | Michail Moutakis                     | Domenico Quaranta            | Ratko Žarić       |                |                      |
| Ulrich Von Hassell        | Serafi Triantafilou                  | Giordano Cavestro            | Darinka Kojašević |                |                      |
| Georg Schröder            | Giannis Konstantòpoulos              | Pietro Benedetti             | Anka Knežević     |                |                      |
| Anton Saefkw              | lKostantinos Sirbas                  | Eraclio Cappannini           | Franc Fele        |                |                      |
| Kaete Niederkirchner      | Mitos Reboùtsikas                    | Valerio Bavassano            | Giuseppe Riorda   |                |                      |
| Matthias Thesen           | Eustràtios Dimòpoulos                | Renato Magi                  |                   |                |                      |
| Gertrud Lutz Scholtterbec | Georgios Dàniolos                    | Aldo Mei                     |                   |                |                      |
| Elli Voigt                | Giannis Dimitsianos                  | Guglielmo Jervis             |                   |                |                      |
| Alfred Frank              | Konstantinos Manolòpoulos            | Umberto Fogagnolo            |                   |                |                      |
| Gertrud Seele             | Roussos Koundouros                   | Aldo Picco                   |                   |                |                      |
| Helmuth James Von Moltke  | Georgios Giouroukos                  | Umberto Ricci                |                   |                |                      |
| Rudolf Seiffert           | Kost Panajiotis                      | Paolo Garelli                |                   |                |                      |
| Hermann Danz              | Dimitrios Kirikos                    | Giacomo Ulivi                |                   |                |                      |
| Klaus Bonhoeffer          | Petros Grispos                       | Irma Marchiani               |                   |                |                      |
|                           | Antonios Kalageros                   | Luigi Savergnini             |                   |                |                      |
|                           | Georgios Vasilàs                     | Walter Fillak                |                   |                |                      |
|                           | Dimitrios Efthymiou                  | Alessandro Teagno            |                   |                |                      |
|                           | Leandros Kavafakis                   | Luigi Ciol                   |                   |                |                      |
|                           |                                      | Giovanni Battista Vighenzi   |                   |                |                      |

| Olanda                       | Polonia                         | Ungheria         | URSS            |
| ---------------------------- | ------------------------------- | ---------------- | --------------- |
| Ary Kop                      | Ignoti                          | Gyula Alpár      | Irina Malozon   |
| Henricus Josephus Franciscus | Lavoratori del campo di Chelmno | Oleks Borkaniuk  | Marina Grysun   |
| Marie Sneevliet              | Esther Srul                     | Zoltán Schönherz | Jasa Gorddienko |
| Petrus Frederikus            | Gina Atlas                      | László Kotró     | Savva Matekin   |
| Antthonius Hoeflook          | Ignoti                          | Istvan Pataki    | Liuba Ševtzova  |
| Willem Robert Doumn          | Ignota                          |                  |                 |
| Nicolaus Snyders             | Gela Seksztajn                  |                  |                 |
| Gerurd Vinkestein            | Chaïm Frydman                   |                  |                 |
| Eduard Alexander Iamperisa   | Jehuda Feld                     |                  |                 |
| Johannes Adrianus            | Sylwester e Marian Tubacki      |                  |                 |
| Jozef Verleun                | Mordechaj Anielewicz            |                  |                 |
| Hendrik Pieters Hos          | Zlata Brysz                     |                  |                 |
| Jan Postms                   | Frumka Plotniská                |                  |                 |
|                              | Abraham Zeif                    |                  |                 |
|                              | Mordechaj Tamarof Tenenbaum     |                  |                 |
|                              | Barbara Grzesiak                |                  |                 |